# Hikueru
Cet article concerne l'atoll. Pour la commune, voir Hikueru (Polynésie française).
Hikueru, également appelé Tiveru ou Te Karena, est un atoll situé dans l'archipel des Tuamotu en Polynésie française. Celui-ci est le chef-lieu de la commune de Hikueru regroupant l'atoll de Marokau ainsi que les trois atolls inhabités de Ravahere, Reitoru et Tekokota.

## Géographie

### Situation
Hikueru est situé à 22 km au sud de Tekokota, 55 km au sud-est de Marutea, à 46 km au nord-ouest de Marokau et à 680 km à l'est de Tahiti. C'est un atoll ovale de 15 km de longueur et 9 km de largeur maximales pour une surface de terres émergées de 8 km2 et avec un lagon de 79 km2.

### Géologie
D'un point de vue géologique, l'atoll est l'excroissance corallienne (de quelques mètres) du sommet d'un très petit mont volcanique sous-marin homonyme, qui mesure 1 665 mètres depuis le plancher océanique, formé il y a environ 47,6 à 48,6 millions d'années.

### Démographie
En 2017, la population totale de Hikueru est de 179 personnes, principalement regroupées dans le village de Tupapati ; son évolution est la suivante :
| 130                                                     | 123 | 134 | 144 | 169 | 150 | 179 |
| Sources ISPF et Gouvernement de la Polynésie française. |     |     |     |     |     |     |

## Histoire

### Découverte par les Européens
La première mention de l'atoll par un Européen est faite par l'explorateur français Louis Antoine de Bougainville qui l'aborde en 1768 et lui donne le nom d'île Melville. Il est mentionné par le Portugais Domingo de Boenechea qui l'aborde le 31 octobre 1774 et le nomme San Juan, puis le 3 mars 1826 par le capitaine britannique Frederick William Beechey qui lui donne le nom de Melville Island, et enfin le 29 mars 1837 par l'explorateur britannique Edward Belcher.

### Période moderne

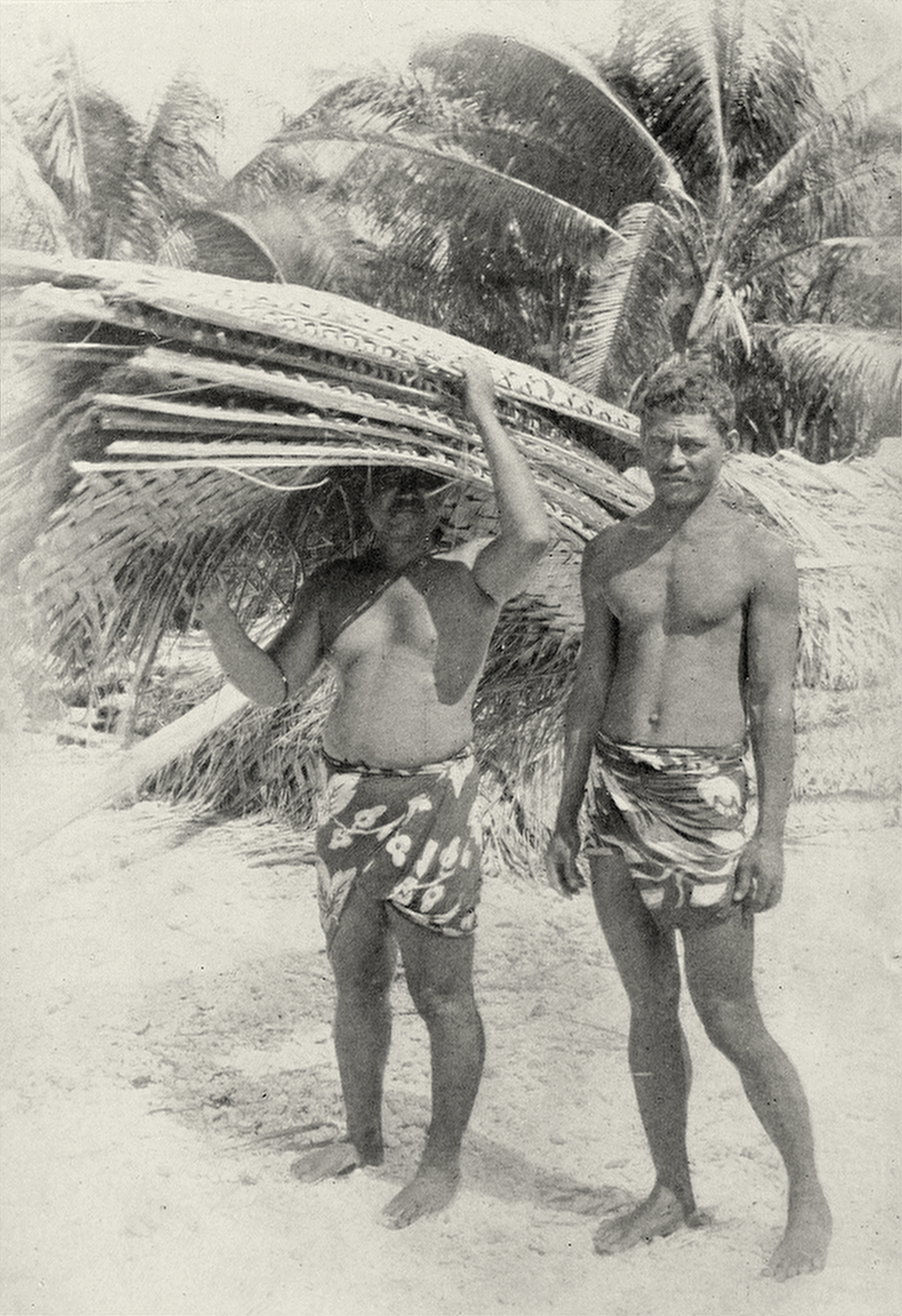
Pêcheurs de perles à Hikueru vers 1900.

Au XIXe siècle, Hikueru devient un territoire français peuplé alors de près de 30 habitants autochtones vers 1850. L'atoll est alors évangélisé avec la fondation de la paroisse Saint-Michel en 1873 rattachée au diocèse de Papetee.
L'atoll connaît à la fin du XIXe siècle une activité économique tout à fait significative en relation directe avec le commerce d'huitres pour la nacre destinée à la taille de boutons en Europe, activité principalement dominée par les Allemands[réf. nécessaire]. Cette ostréiculture – qui atteint son apogée au début du XXe siècle avec près de 200 tonnes récoltées par an faisant d'Hikueru le plus important atoll producteur de toute la Polynésie française – est réalisée de manière saisonnière, par les populations locales pratiquant la plongée en apnée, entrainant des pics de fréquentation de l'atoll pouvant atteindre 5 000 personnes[réf. nécessaire]. Les missionnaires locaux imposent à chaque plongeur de participer à la construction de l'église en apportant un bloc de corail taillé, aboutissant à l'édification de la plus haute église de l'archipel construite en corail, statut encore valable de nos jours.
En janvier 1903, Hikueru est touché par un important cyclone, générant des vagues de 12 mètres, qui provoque la mort de 377 personnes et dévaste l'atoll. Cette catastrophe sert de trame à une nouvelle de Jack London, La Maison de Mapuhi, publiée dans le recueil Contes des mers du sud en octobre 1911.
Durant la première partie du XXe siècle, l'imposante (au regard des standards des atolls polynésiens) église Saint-Michel est édifiée en pierre de corail dans le village de Tupapati avant d'être restructurée en 1961.
Lors de l'éclipse solaire totale du 11 juillet 2010, l'atoll de Hikueru était, avec Haraiki voisin, l'un des lieux terrestres où la magnitude (1,054) et la durée (4 min 20 s) de l'éclipse étaient les plus importantes au monde.

## Économie
L'essentiel de l'économie du lagon repose sur la perliculture pratiquée sur deux concessions recouvrant 200 ha au nord-ouest du lagon pour cinquante lignes de collectage pour l'élevage et les greffes, ainsi que sur la aquaculture pratiquée dans les parcs piscicoles du nord de l'atoll permettant l'exportation vers Tahiti d'environ deux tonnes de poissons annuellement.
Il existe un petit aérodrome – avec une piste de 1 400 mètres de longueur – situé au nord-est du motu principal et ouvert en 2010. Longtemps inaccessible au tourisme, à cause d'une passe artificielle étroite, et d'un accès par l'océan délicat, la construction de l'aérodrome par la Légion étrangère à partir de 2005, permet dès lors de développer une petite activité d'accueil. Il reçoit depuis 2006, en moyenne, environ 120 vols et 2 000 passagers par an, dont la moitié en transit. Depuis 2011, un nouveau débarcadère a été construit, facilitant la liaison entre l'aérodrome et le motu principal.
En juillet 2010 à l'occasion d'une éclipse totale de soleil sur le pacifique, Hikueru a connu une affluence de visiteurs étrangers pour la première fois depuis des décennies[réf. nécessaire].